# Конный спорт на летних Олимпийских играх 1972
Соревнования по конному спорту на летних Олимпийских играх 1972 года проходили в выездке, троеборье и конкуре (как в личном, так и в командном зачёте). Они проводились в трёх местах: существующем ипподроме в округе Рим, на Олимпийском стадионе, и в районе дворца Нимфенбург.
Из-за разразившейся в Мексике перед Играми эпидемии венесуэльского лошадиного энцефалита была запрещена доставка в Германию лошадей из Мексики. По решению МОК мексиканским конникам было разрешено арендовать лошадей в ФРГ, и они всё-таки приняли участие в Играх, но не смогли показать хороших результатов.

## Общий медальный зачёт
| Место | Страна         | Золото | Серебро | Бронза | Всего |
| ----- | -------------- | ------ | ------- | ------ | ----- |
| 1     | ФРГ            | 2      | 1       | 2      | 5     |
| 2     | Великобритания | 2      | 1       | 0      | 3     |
| 3     | Италия         | 1      | 1       | 1      | 3     |
| 4     | СССР           | 1      | 1       | 0      | 2     |
| 5     | США            | 0      | 2       | 1      | 3     |
| 6     | Швеция         | 0      | 0       | 2      | 2     |

## Медалисты
| Вид                            | Золото                                                                           | Серебро                                                                                   | Бронза                                                                                 |
| ------------------------------ | -------------------------------------------------------------------------------- | ----------------------------------------------------------------------------------------- | -------------------------------------------------------------------------------------- |
| Выездка Личное первенство      | Лизелотт Линзенхофф ФРГ                                                          | Елена Петушкова на Пепле СССР                                                             | Йозеф Неккерман ФРГ                                                                    |
| Выездка Командное первенство   | СССР · Иван Калита на Тарифе · Иван Кизимов на Ихоре · Елена Петушкова на Пепле  | ФРГ · Лизелотт Линзенхофф на Piaff · Йозеф Неккерман на Venetia · Карин Шлютер на Liostro | Швеция · Улла Хоканссон на Ajax · Нинна Своб на Casanova · Мауд фон Русен на Lucky Boy |
| Троеборье Личное первенство    | Ричард Мид Великобритания                                                        | Алессандро Арджентон Италия                                                               | Ян Йонссон Швеция                                                                      |
| Троеборье Командное первенство | Великобритания · Ричард Мид · Мэри Гордон-Уотсон · Бриджет Паркер · Марк Филлипс | США · Брюс Дэвидсон · Кевин Фриман · Майкл Пламб · Джеймс Уоффорд                         | ФРГ · Харри Клугман · Людвиг Гёссинг · Карл Шульц · Хорст Карстен                      |
| Конкур Личное первенство       | Грациано Манчинелли на Амбассадоре Италия                                        | Энн Мур на Псалме Великобритания                                                          | Нил Шапиро на Слупи США                                                                |
| Конкур Командное первенство    | ФРГ · Фриц Лиггес · Хартвиг Штенкен · Герхард Вильтфанг · Ханс Гюнтер Винклер    | США · Фрэнсис Чэпот · Кэтрин Каснер · Нил Шапиро · Уильям Штайнкраус                      | Италия · Раймондо Д’Инцео · Пьеро Д’Инцео · Витторио Орланди · Грациано Манчинелли     |

## Технический комитет и судьи
Президент FEI —  принц Филипп
Генеральный секретарь FEI —  Анри де Ментен де Хорн
Технические делегаты FEI —  Эрнест Альфред Саразен,  Э. Тэйлор,  Б. Шевалье
Апелляционное жюри —  принц Филипп,  Максимилиан Дитрих граф фон Ландсберг-Велен унд Гемен,  Педро Оскар Майорга,  Владимир Стойчев
Арбитры:
- Игорь Бобылёв
- Р. Бордет
- Б. Бруни
- Бертран Перно де Брёй
- Вильгельм Бюзинг
- Пьер Клаве
- Фабио Манджилли
- Густав Нюблаус
- Хайнц Поллай
- Франсиско Понтес
- Якоб Пот
- Эдвин граф фон Роткирх унд Трах
- Дональд Таккерей
- Хулио Эррера